# Synkretyzm
Synkretyzm (gr. συγκρητισμός, synkrētismós 'sojusz miast kreteńskich') – połączenie różnych, często rozbieżnych i sprzecznych poglądów; wyznawanie zasad lub wierzeń obejmujących odległe od siebie elementy pozornie lub rzeczywiście wzajemnie sprzecznych.
1. W ideologii synkretyzm polega na łączeniu różnych poglądów filozoficznych i religijnych. Takie podejście jest typowe szczególnie dla wywodzącej się z filozofii konfucjanizmu postawy społeczeństw Dalekiego Wschodu sprzyjającej tolerancji religijnej i panteistycznemu wyznawaniu różnych kultów, włącznie z najbardziej powszechnym kultem przodków uznawanych za opiekuńczych duchów rodu[2].
2. W kulturze synkretyzm polega na wiązaniu w jednorodne całości elementów pochodzących z różnych, genetycznie i historycznie odrębnych kultur.
3. W muzyce starożytnej i społeczeństw pierwotnych[3] połączenie tańca, muzyki i śpiewu.
4. W literaturze synkretyzm to połączenie ze sobą różnych gatunków literackich w jedną całość. Synkretyzm jest cechą charakterystyczną dla epoki romantyzmu. Synkretyzm dzieli się na:
  - Synkretyzm rodzajowy – polega na połączeniu elementów liryki (występowanie podmiotu lirycznego), epiki (fabuła, narracja, świat przedstawiony) oraz dramatu (bohaterowie w działaniu i sytuacji)
  - Synkretyzm gatunkowy – połączenie kilku gatunków literackich w jednym utworze np. hymnu, ballady, pieśni i powieści (np. w jednym utworze może być zawarta ballada, w formie wypowiedzi jednego z bohaterów).